# Ponale (rivière)
La Ponale est une rivière du Trentin-Haut-Adige se jetant dans le lac de Garde.